# 樋口層群
樋口層群（ひぐちそうぐん）とは、西南日本内帯に分布する下部ジュラ系の堆積層である。島根県鹿足郡吉賀町六日市地域に分布し、下位の錦層群とは高角断層または不整合で接し、上位の関門層群とは不整合で接する。
岩質組み合わせにより、下部層と上部層とに区分でき、下部層は礫岩および砂岩から構成される。上部層は、砂質黒色頁岩および細粒砂岩から構成される。
露頭および転石から多くの腕足類および二枚貝化石が報告されており、同時代の豊浦層群、来馬層群および山奥層に見られる化石群との共通性が指摘される。